# Фервенто (Верчели)
Фервенто је насеље у Италији у округу Верчели, региону Пијемонт.
Према процени из 2011. у насељу је живело 69 становника. Насеље се налази на надморској висини од 785 м.